# Колонна Славы
Па́мятник Сла́вы был воздвигнут в Санкт-Петербурге перед Троицким собором в честь подвигов русских войск, принимавших участие и победивших в Русско-турецкой войне 1877—1878 годов.

## Описание
Памятник представлял собой 28-метровую колонну, сложенную из пяти рядов пушек, отбитых в войну у турок. На верху колонны была расположена богиня победы с лавровым венком в протянутой руке, увенчивающая победителей. Пьедестал памятника имел высоту около 6½ метров, со всех четырех сторон которого были вделаны бронзовые доски с описаниями основных событий войны и названий воинских частей, принимавших в ней участие.
- На восточной стороне памятника (со стороны Измайловского проспекта) содержались надписи: Дунай и Сан-Стефано. Далее шел рассказ об истории самого памятника и общее описание русско-турецкой войны (1877—1878), в результате которой Россия вернула себе Бессарабию, приобрела города Батум, Карс и Ардаган, а также даровала свободу Румынии, Сербии, Черногории и Болгарии.
- На западной стороне памятника (со стороны собора) содержались надписи: «Филиппополь» и Шипка-Шейново. Упомянуты падение Плевны с капитуляцией Османа-паши (28 ноября 1877 года), Бой при Ташкисене (19 декабря 1877 года), сражение у Шипки и Шейнова (27-28 декабря 1877 года), сражение близ Филиппополя (5 января 1878 года), подписание С.-Стефанского договора (19 февраля 1878 года). Гусарские полки: Сумский, Мариупольский, Белорусский, Лубенский, Киевский, Изюмский, Ахтырский, Нарвский. Жандармские эскадроны. Донские казачьи полки: 1, 4, 7, 8, 9, 11, 12, 13, 15, 16, 17… Части кубанских, терских и уральских казаков. Команда фрегата Севастополь. Императорская яхта Ливадия. Пароходы: Аргонавт, Великий князь Константин, Владимир, Веста и Россия. Шхуны: Ворон, Утка, Лебедь и Коршун. Миноносные катера.
- На северной стороне памятника (со стороны Троицкого проспекта) содержались надписи «Плевна» и «Балканы. Зимний переход», а также шёл рассказ о «европейском театре» военных действий. Упомянут взрыв турецкого броненосца «Лютфи-Джелиль» (29 апреля 1877 года), взятие крепости Никополь (4 июля 1877 года), бой под Плевной 8 июля, бой парохода Веста (11 июля 1877 года), бой при Джуранли и Эски-Загре (19 июля 1877 года).
- На южной стороне памятника содержались надписи «Аладжа» и «Карс», а также шел рассказ об «азиатском театре» военных действий. Упомянуты взятие Ардагана (5 мая 1877 года), бой у Драм-Дага, бой у Даяра, бой под Зевином, геройская защита Баязета, бой у горы Кизил-Тапа (13 августа 1877 года), поражение армии Мухтара на Аладжинских высотах (3 октября 1877 года), поражение турецкой армии на высотах Деве-Бойну (23 октября 1877 года), штурм Карса (6 ноября 1877 года) и занятие Ардануча (5 декабря 1877 года).

С двух сторон от памятника, по проспекту, стояли два столба из турецких пушек, вокруг Памятника же на отдельных гранитных пьедесталах стояли артиллерийские орудия, также захваченные у неприятеля.

## История

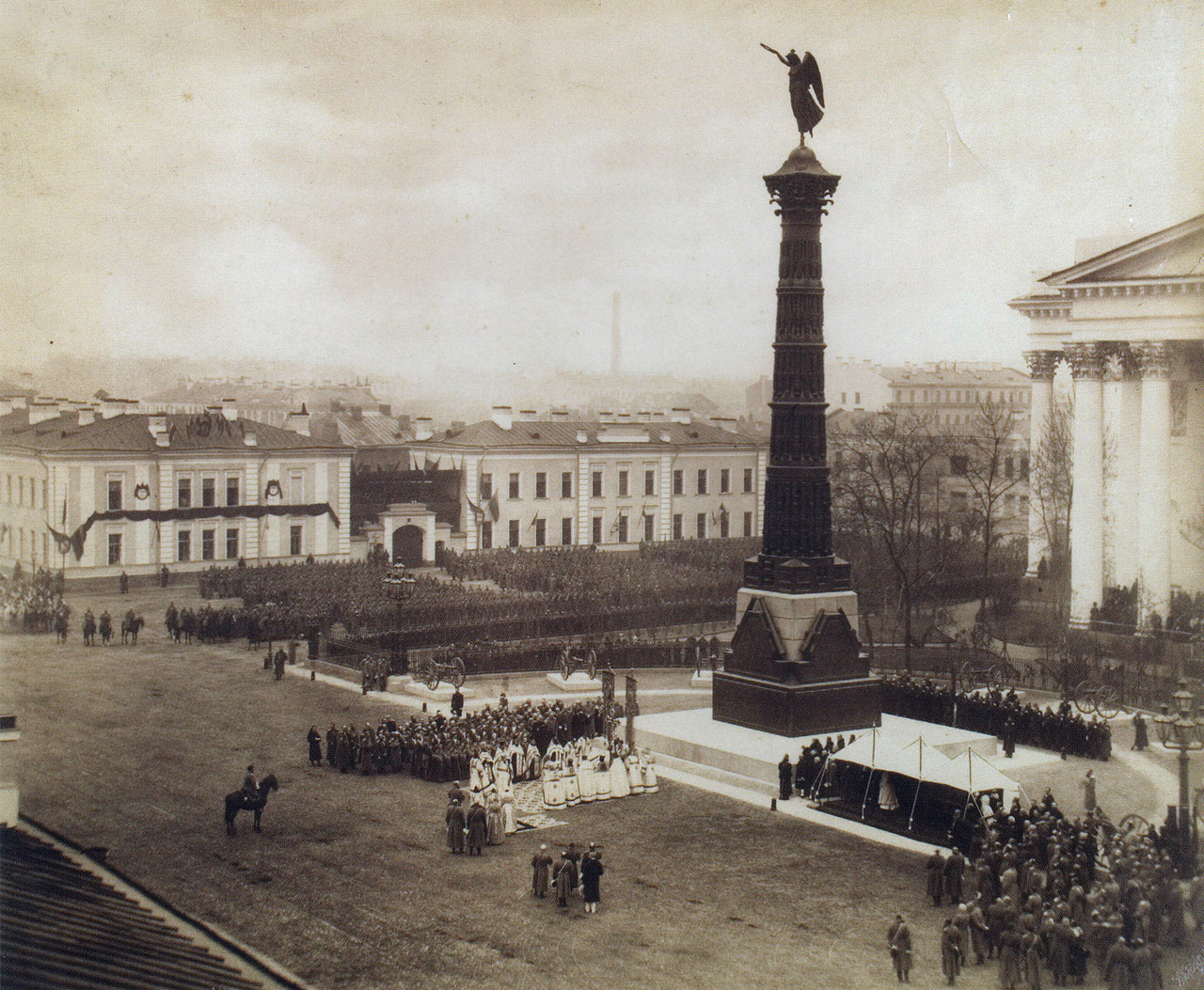
Торжественное открытие Памятника Славы в 1886 году

Памятник сооружён в 1886 году по проекту Д. И. Гримма и обошёлся в 200 тыс. рублей. Чугунолитейные работы выполнил Чугунолитейный и механический завод Сан-Галли. 12 октября 1886 года триумфальный монумент открывал лично император Александр III.
В 1925 году большевики предполагали заменить памятник на монумент декабристам. В январе 1930 года в связи с предполагавшимся визитом Ататюрка в СССР мемориальный комплекс разобран и позже переплавлен. В 1969 году на месте колонны установили монумент В. П. Стасову, архитектору Троицкого собора. Его поставили к 200-летию со дня рождения зодчего (1769—1848). Это был бюст, установленный на длинный металлический постамент. Вокруг разбили сквер.
В 2004 году монумент архитектору перенесли в Музей городской скульптуры на временное хранение с целью установки на Троицкой площади воссозданного памятника русской воинской славы. Открытие нового памятника состоялось 1 октября 2005 года. Копии исторических трофейных пушек отлиты на Новолипецком металлургическом комбинате.